# Yuan-Dynastie

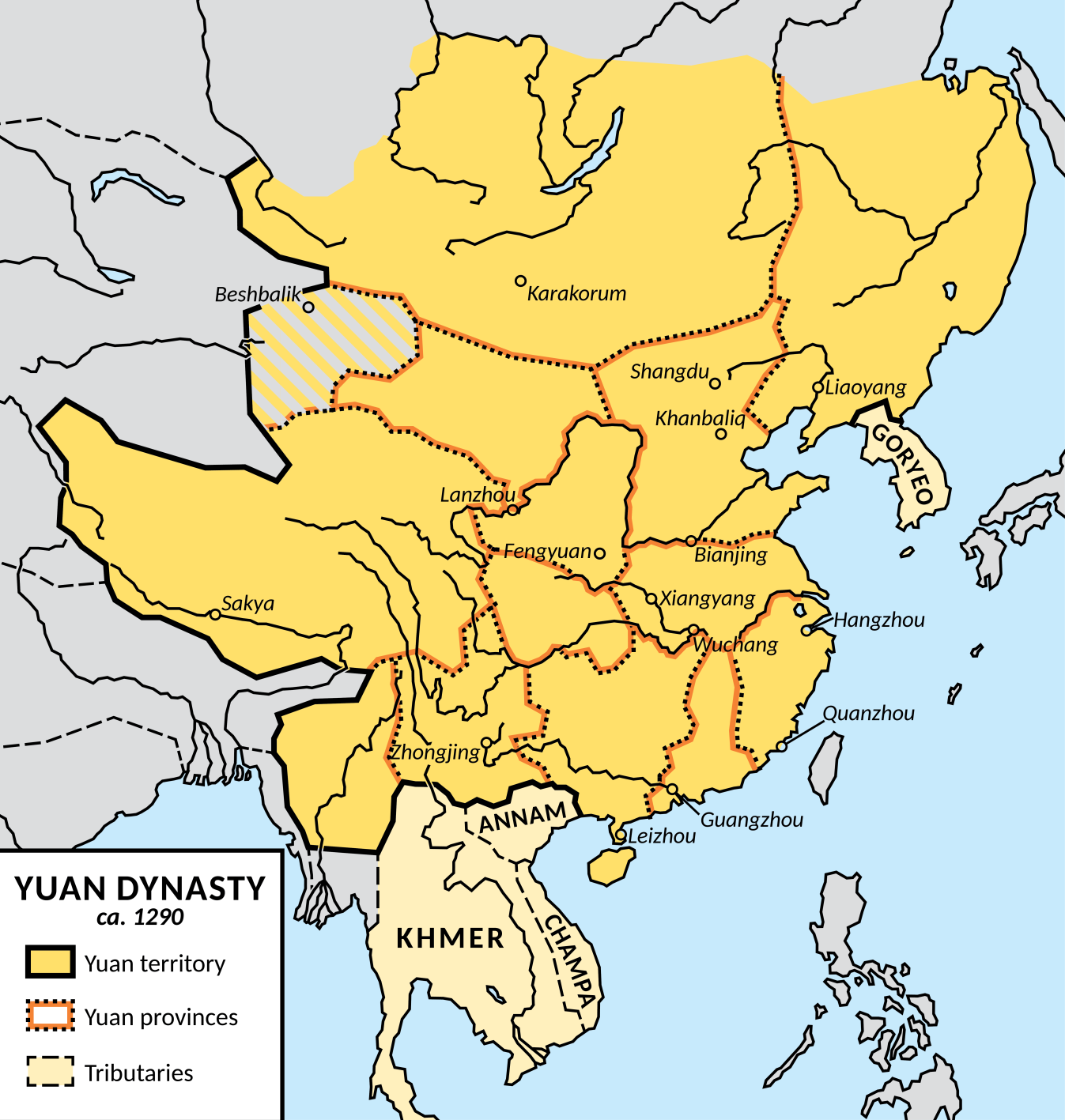
Mongolenreich um ca. 1290

Yuan-Dynastie (chinesisch 元朝, Pinyin Yuáncháo, W.-G. Yüan Ch’ao) ist der chinesische Name des von 1279 bis 1368 über China regierenden mongolischen Kaiserhauses (mongolisch  Dai Ön Yeke Mongghul Ulus).

## Konsolidierung der Herrschaft
Die Dynastie wurde 1271 durch Dschingis Khans Enkel Kublai Khan proklamiert. Übersetzt bedeutet Yuan „Ur-Anfang“. Sie löste nach der Kapitulation Hangzhous 1276 und der Niederlage der letzten Song-Anhänger 1279 die Song-Dynastie ab. Ihre Hauptstadt war seit 1264 Peking, damals Dadu (chinesisch 大都, Pinyin Dàdū, W.-G. Ta-tu – „große Hauptstadt, große Metropole“) oder, von den Mongolen, Khanbalyk (Kambaluc, die Stadt des großen Khan) genannt. Die Städte Shangdu (das Xanadu der Dichtung) als die Sommerresidenz und Stadt Karakorum gaben der Herrschaft Legitimation.
Innen- wie außenpolitisch wurde die Yuan-Dynastie nur formal anerkannt. Es folgten wiederholte Konfrontationen mit den in der Steppe verbliebenen Mongolen (die letzte 1360). Dazu kam, dass die Mongolenregenten im Westen, die Goldene Horde und die Ilchane, ab 1260 beziehungsweise ab 1295 ihre eigene Politik betrieben und den Islam annahmen. Es kam zur Teilung des Mongolischen Reiches, um 1310 bildete sich das bis dahin instabile Tschagatai-Khanat neu, so dass man im 14. Jahrhundert vier voneinander unabhängige Reiche unterscheidet. Deren gemeinsame Interessen traten gegenüber den Einzelinteressen mehr und mehr zurück, obwohl die Yuan-Dynastie das Amt des Khaghan (Großkhan) innehatte und damit einen Vorrang gegenüber den anderen drei Reichen – dies hatte jedoch praktisch keine Auswirkungen.
Die mongolischen Garnisonen konzentrierten sich besonders um die Hauptstadt, während in den reichen Gegenden am Jangtse (Yangzhou, Nanjing, Hangzhou) sehr bald chinesische Truppen unter mongolischen Befehlshabern den Frieden zu wahren versuchten. Die chinesischen Soldaten wurden alle zwei Jahre ausgetauscht und in eine entfernte Provinz verlegt. Auch ihre Offiziere wurden zur Vermeidung von Rebellionen regelmäßig versetzt.
Mit der Mongolenherrschaft wurde China zum ersten Mal in seiner Geschichte Teil eines Weltreiches, das von Russland bis in den Fernen Osten reichte. Anscheinend hat jedoch Kublai China als das Herzstück seines Reiches angesehen und seine Regierung folgte eher chinesischen als mongolischen Traditionen. In diesem Sinne kann man auch die Verlegung der Hauptstadt nach Peking als Abkehr von der Steppe verstehen.
Da die Mongolen nomadische Viehzüchter waren, wurden sie schnell zu Minderheiten in ihrem nun beherrschten Territorium, da sie mit wenigen Menschen ihre vielen Weidetiere auf teilweise wechselnden und sehr großen Arealen versorgen mussten. Dies führte dazu, dass sie auf Angehörige fremder Völker angewiesen waren, um ihre Herrschaftsansprüche zu sichern. Dies ist auch einer der Gründe für die Intensivierung des Kulturaustausches zwischen dem Osten und dem Westen, der während der Yuan-Dynastie stattfand. Dabei spielte besonders der Iran eine wichtige vermittelnde Rolle.

## Bevölkerung und Bevölkerungseinteilung

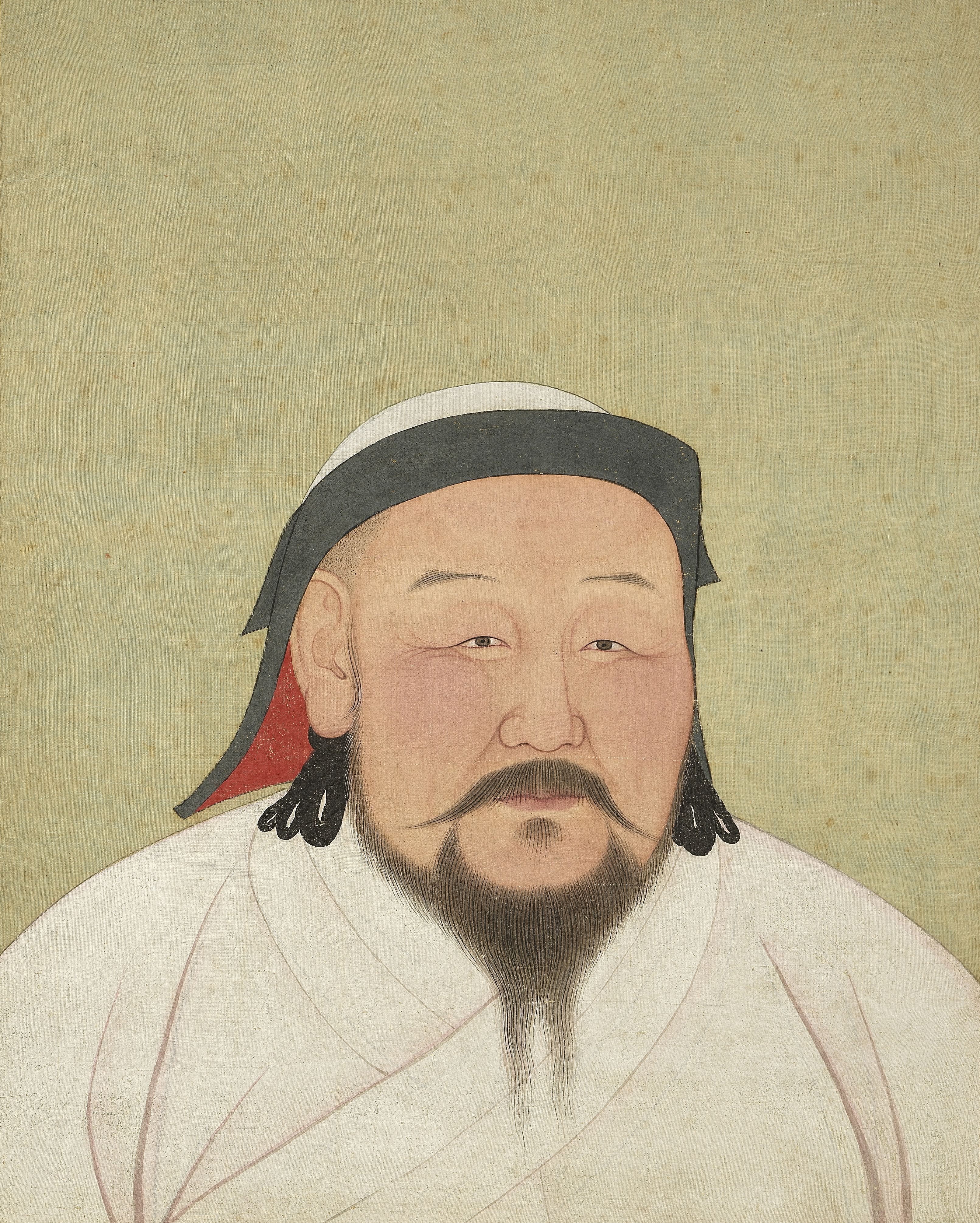
Kublai Khan (reg. 1260–1294), Begründer und erster Kaiser der Yuan-Dynastie

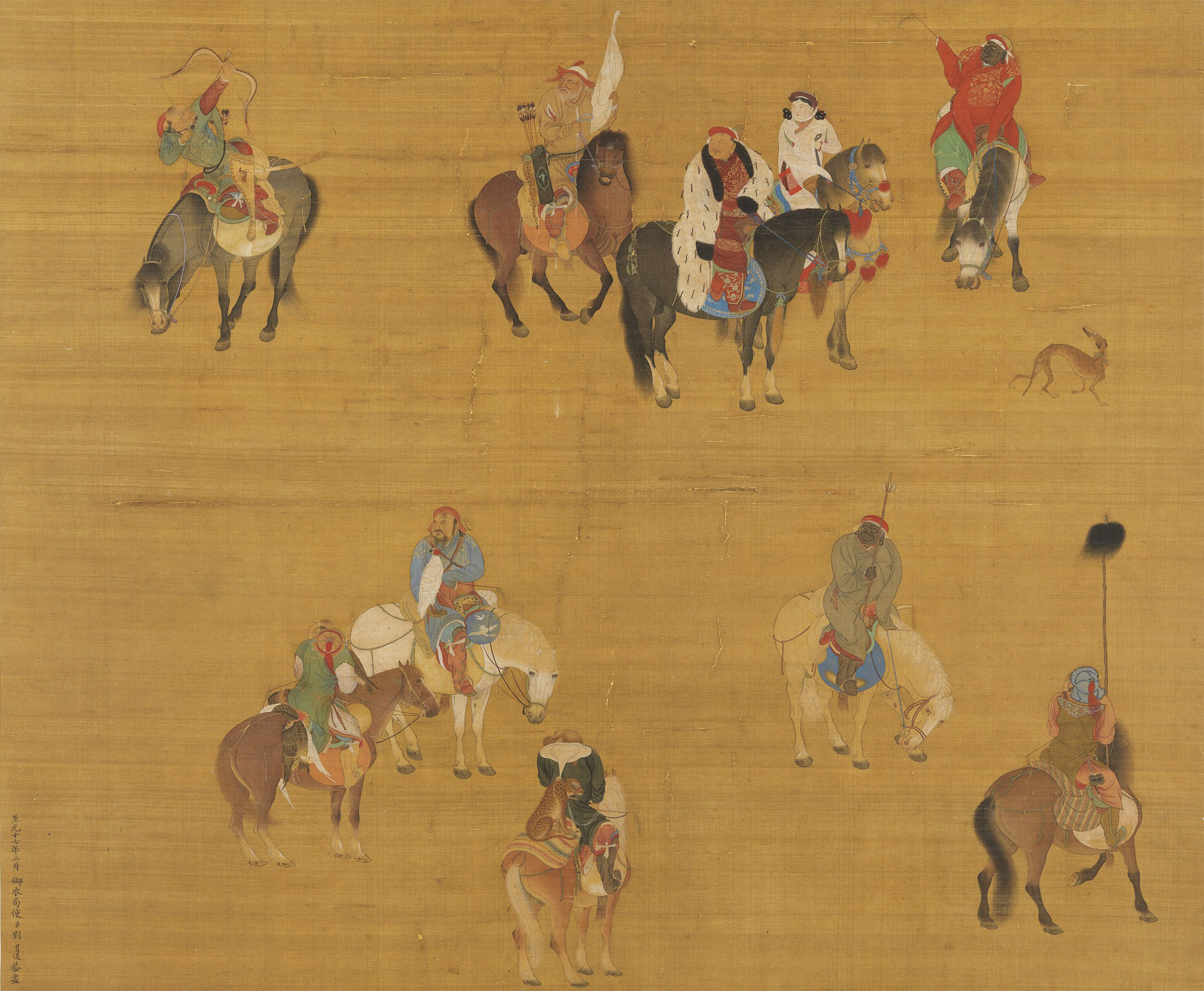
Liu Guandao: Kubilai Khan auf der Jagd, um 1280

Die Bevölkerung Chinas zählte um 1290 offiziell 60 Millionen Südchinesen, 10 Millionen Nordchinesen und 2 Millionen Mongolen und Semu. Eine frühere Zählung von 1235 hatte 8,5 Millionen Menschen in Nordchina ergeben, die enormen Zahlen der Heimatlosen und Versklavten abgerechnet. Im Verhältnis zur Zeit der Jin-Dynastie hatte Nordchina also einen dramatischen Bevölkerungsrückgang zu verzeichnen.
Kublai ließ noch vor seinem Tod die Bevölkerung Chinas in vier Gruppen einteilen und dies im Gesetzbuch Yuan-dian-zhang festschreiben, auch wenn es in der Praxis eine schwer einzuhaltende Einteilung war.
Die höchste Gruppe bildeten die sogenannten „Weißen Mongolen“ (echte Mongolen), die in 72 Stammesgruppen unterteilt waren. Nur sie allein durften die höchsten Posten des Reiches besetzen. Die „Schwarzen Mongolen“ (Semu) waren die Völker, welche die Mongolen bei der Eroberung Chinas unterstützt hatten. Dazu zählten verschiedene Turkvölker beziehungsweise die Turko-Tataren, aber auch ausgesiedelte Alanen und Russen. Die Schwarzen Mongolen durften Handel treiben, Steuern erheben, Geld verleihen und die mittleren Beamtenebenen besetzen.
Die dritte Gruppe bildeten die Nordchinesen, Han-ren genannt. Dazu zählten auch Kitan, Jurchen, Koreaner. Sie durften ein Kleingewerbe betreiben und die niederen Beamtenstellen besetzen, aber keine höheren Offiziersstellen.
Die Südchinesen (Nan-ren) bildeten die vierte und rechtloseste Gruppe. Sie durften sich nicht einmal gegen Schläge wehren und mussten die meisten Steuern tragen. Allerdings hüteten sich die Mongolen davor, in Südchina den privaten Grundbesitz zu konfiszieren und erlangten so die Neutralität der reichen Südchinesen. Stattdessen beschlagnahmten sie das unter dem Song-Kanzler Jia Sidao verstaatlichte Land, was die Lage für die einfachen Bauern nicht verbesserte. Chinesen durften keine Waffen und Pferde besitzen, Berufswechsel und Heiraten zwischen den Gruppen waren verboten.

## Handel und Verwaltung
Ungeachtet der Stagnation (im Vergleich mit früheren Dynastien) führte die Mongolenherrschaft über China zu einem Aufschwung des Transithandels und des weltweiten Kulturaustausches und Wissenstransfers. Beispiele für letzteres sind der (misslungene) Versuch der Einführung von Papiergeld im Iran 1293, der Aufschwung des Islam in China (Yunnan, Gansu), die Missionen der Christen (1307 Erzbistum in Peking), eine Kalenderreform unter Guo Shoujing aufgrund persischer Erkenntnisse, die Kettenpumpe zur Bewässerung in Turkestan, das Buch Marco Polos (Il Milione) und vieles mehr.
Die Mongolen schätzten, im Gegensatz zu den konfuzianischen Beamten, Handel und die Händler (meist Muslime, organisiert in Gilden) hoch ein, statteten sie mit Wagniskapital aus und betrauten sie mit den Fragen des Finanzwesens. Letzteres hatte negative Auswirkungen, da die Muslime die Steuerschraube stärker als Chinesen anzuziehen pflegten. Schon 1239 hatte Abd al-Rahman die Steuern verdoppelt, der 1282 ermordete Finanzminister Ahmad Fanakati hatte sie in drei Jahren verdreifacht.
Im Interesse des Binnenhandels und der Versorgung Nordchinas baute man 1279–1294 den nördlichen Abschnitt des Kaiserkanals. Es war eine geänderte Route, denn die alte war zu lang und längst nicht mehr schiffbar. Parallel dazu benutzte man den Seeweg, um die Reichtümer nach Norden zu transportieren.
Die Mongolen teilten die Verwaltung in den Geheimen Staatsrat für militärische Angelegenheiten, in das Zensorat für die kaiserliche Beaufsichtigung der Beamten und das Zentralsekretariat für alle zivilen Angelegenheiten. Letzteres unterteilte sich in die sechs Bereiche Steuern, Personal, Riten, Krieg, Justiz und öffentliche Arbeiten. Allerdings waren manche Provinzen relativ selbständig (Gansu, Yunnan). Machtkämpfe an der Verwaltungsspitze waren typisch. Mehrere, meist rücksichtslose Minister zahlten mit ihrem Leben (Ahmed Fanakati 1282, Lu Shirong 1285, Senge 1291, Bayan 1340, Toghta 1356). Andere starben eines natürlichen Todes (Temüder 1322, El/Yang Temür 1333).
Ein großes Problem der Mongolenherrschaft in China lag in der Prüfung der Staatsbeamten. Das war in China seit der Tang-Dynastie üblich und ein wichtiges Legitimationsmittel einer jeden Dynastie. Die Mongolen hatten sie 1237/1238 auf Anraten Yelü Chucais durchgeführt und sofort wieder abgeschafft. Erst 1315 ließ sie Kaiser Ayurparibatra wiedereinführen. Allerdings wurden Nord- und Südchinesen dabei nur zur Hälfte zugelassen, so dass die Mongolen trotzdem etwa ein Drittel aller Posten besetzten.
Schon Dschingis Khan hatte einen vielgerühmten Gesetzeskanon (Jassa) in Kraft gesetzt, die innovative Rechtspraxis der Mongolendynastie insgesamt war für das spätere China weiter bedeutend und folgenreich.

## Kontakte zwischen Europa und China
Im 13. Jahrhundert nahm der europäische Fernasienhandel einen Aufschwung, so dass es während der Yuan-Dynastie erstmals seit der Römerzeit wieder zu Kontakten zwischen China und dem Abendland kam. Dass – wie häufig vermutet – diese Aufnahme von diplomatischen und Handelsbeziehungen vornehmlich durch die Etablierung des sich über einen bedeutenden Teil Asiens erstreckenden mongolischen Großreichs bedingt gewesen sei, weil erst hierdurch die dafür nötigen politischen Voraussetzungen geschaffen worden seien, ist nach der Ansicht des Sinologen Herbert Franke nur eingeschränkt zutreffend. Auch innereuropäische, den transkontinentalen Handel fördernde Wirtschaftsentwicklungen seien mitverantwortlich gewesen. Der europäische Chinahandel wurde dabei von italienischen Fernkaufleuten aus Genua und Venedig dominiert. Vor allem Seide wurde aus dem Reich der Mitte importiert, so u. a. viele chinesische Seidenbrokate. Das Eintreffen von Europäern am Hof Kublai Khans ist durch ein chinesisches Regestenwerk bereits für 1261 belegt. Gut zehn Jahre später besuchte der bekannte Asienreisende Marco Polo mit seinem Vater und Onkel denselben Kaiser und hielt sich mehr als zwei Jahrzehnte in China auf. Seinen Nachruhm verdankte er seinem vielgelesenen Reisebericht Il Milione, der dem Abendland erstmals genaue Kunde vom Reich des Großkhans vermittelte und die europäische Kenntnis über den Ferner Osten erheblich erweiterte. Ein 1951 in Yangzhou entdeckter Grabstein, der 1342 einer Katharina, Tochter des Dominikus von Viglione, gesetzt wurde, belegt die Anwesenheit katholischer Christen unter der Yuan-Dynastie in China.
Die bisherigen Kontakte zwischen Europa und China vertieften sich an der Wende vom 13. zum 14. Jahrhundert durch die vom Vatikan angeordnete Aufnahme von katholischen Missionstätigkeiten im Fernen Osten. Insbesondere Papst Nikolaus IV. förderte diese Missionsbestrebungen in China. In seinem Auftrag begab sich der Franziskaner Johannes von Montecorvino 1289 mit mehreren Ordenskollegen als Missionar ins Reich der Mitte und wurde 1307 durch Clemens V. zum Erzbischof von Khanbaliq (heute Peking) ernannt. In Quanzhou wurde 1323 ein Suffraganbistum der Erzdiözese Peking errichtet. Nachfolger des 1328 verstorbenen Johannes de Montecorvino als Pekinger Erzbischof wurde der mit 26 Mitgliedern seines Ordens nach China gereiste französische Franziskaner Nicolas. Ferner kam der Franziskaner Odorico da Pordenone in den späten 1320er Jahren nach Peking und verfasste nach seiner Rückkehr nach Italien einen Reisebericht, in den er auch nicht das Missionarische betreffende Informationen über China und dessen Einwohner einfügte. Offenbar richteten sich aber die Missionierungsbemühungen des Vatikans weniger an die Chinesen als an jene Ausländer, die China zu ihrem Aufenthaltsort gewählt hatten. Chinesischen Quellen liefern jedenfalls keine Hinweise auf die katholische Missionstätigkeit unter der Yuan-Dynastie. Sie bestätigen für das 14. Jahrhundert nur einen einzigen Kontakt mit dem Abendland, nämlich die von Papst Benedikt XII. initiierte Gesandtschaftsreise des Franziskaners Giovanni de Marignolli, der im August 1342 von Kaiser Toghan Timur empfangen wurde. Der Legat überbrachte als Geschenk ein auffallend großes Pferd. Die chinesischen Quellen interpretierten aber die Übergabe dieses Pferdes als Tribut, den ferne europäische Länder dem Kaiser geleistet hätten. Europa wurde in chinesischen Texten als Fa-lang („Frankenland“) bezeichnet und blieb für sie trotz der durch die Integration im mongolischen Weltreich erweiterten geographischen Kenntnisse völlig unbekanntes Terrain.
Dennoch kamen auch einige Chinesen nach Europa, so u. a. der Nestorianermönch Rabban Bar Sauma, der von 1287 bis 1288 Konstantinopel und Rom besuchte und danach den englischen König sowie in Paris König Philipp den Schönen traf. Er verfasste eine Beschreibung der Kathedrale von Saint-Denis. Nach dem Ende der Mongolenherrschaft in China verschwanden alle Spuren der dortigen Franziskanermission, die daher den Jesuiten-Missionaren der ausgehenden Ming-Zeit unbekannt war.

## Untergang
Mitte des 14. Jahrhunderts kam es zu einer Reihe von Überschwemmungen, die Dämme des Gelben Flusses brachen (1351). Die Mongolen unter Kanzler Toghta ließen nun südlich der Shandong-Halbinsel einen neuen Kanal bauen. Es gelang den Chinesen dabei erstmals, die Aufständischen zu organisieren. Kurz danach brachen in Zentralchina mehrere Aufstände unter diversen Anführern aus (1352), die wichtigste Gruppierung bildeten dabei die Roten Turbane. Zwischen 1355 und 1368 setzte sich Zhu Yuanzhang als künftiger Kaiser der Ming-Dynastie gegen seine Rivalen durch. 1363 entschied er die Flottenschlacht auf dem Poyang-See gegen den „Han“-Prinzen Chen Youliang für sich, 1368 verjagte seine Armee unter Xu Da den Khan Toghan Timur aus Peking. Damit endete die Mongolenherrschaft in China.
Der Untergang der Yuan-Dynastie hatte jedoch auch andere Gründe: Besonders die mangelnde Fähigkeit, das Weltreich dauerhaft zu verwalten, war ein wesentlicher Faktor. Ein anderer Grund, der zum Untergang beitrug, war auch die Störung des Fernhandelssystems durch einen Ausbruch der Pest im zweiten Drittel des 14. Jahrhunderts. Im Gegensatz zu anderen Völkern, die Teile Chinas beherrscht hatten, stellten die Mongolen auch nach dem Untergang ihrer Dynastie einen zu beachtenden Machtfaktor dar, der im Norden Chinas die nachfolgende Ming-Dynastie zwang, sich mit den Mongolen auseinanderzusetzen. Integrationsmaßnahmen und bürokratische Initiativen, die unter der Yuan-Dynastie begonnen hatten, wurden von den Ming-Kaisern fortgesetzt.